# アルベルト・ハイム
アルベルト・ハイム（Albert Heim、1849年4月12日 - 1937年8月31日）は、スイスの地質学者である。山脈の形成の理論で知られる。

## 生涯
チューリッヒに生まれた。チューリッヒ大学、ベルリン大学で学んだ。若いころからアルプス山脈の姿に興味を持ち、16歳の時にテーディ山 (Tödi) の模型をつくった。アルノルト・エッシャー (Arnold Escher von der Linth) の注意をひき、励ましと助言を受けた。1873年にチューリッヒ工科大学の教授になり、 1875年にスイスで最初の女性医師である、マリー・ハイム＝フェイグトリン (Marie Heim-Vögtlin) と結婚した。1882年にスイスの地質調査を指揮した。
1878年に『山脈形成の理論』(Mechanismus der Gebirgsbildung) を著した。これは地質学の古典となり、スコットランドの地質学者チャールズ・ラプワースに影響を与えた。
1904年にロンドン地質学会からウォラストン・メダルを受賞した。堆積物の流動の摩擦係数は Heim coefficient と命名されている。